# Bornéu
Bornéu (em Malaio: Pulau Borneo; e em Indonésio: Kalimantan, aportuguesado para Calimantã) é uma grande ilha localizada na Ásia, na região das grandes Ilhas da Sonda, sendo considerada  a terceira ilha maior do mundo. Situada em meio às grandes rotas marítimas do Sudeste Asiático, está ao norte de Java, a oeste de Celebes, a leste de Sumatra e da península da Malásia, e ao sul do mar do Sul da China. Está dividida em três partes, com soberania, respectivamante, da Indonésia, ao sul; da Malásia e de Brunei, ao norte.
A Indonésia tem soberania sobre, aproximadamente, 73% da área de Bornéu, enquanto os estados malaios de Sabá e Sarawak, ao norte, ocupam 26% da ilha. Além disso, o território federal de Labuan, também pertencente à Malásia, situa-se numa pequena ilha próxima à costa de Bornéu. Já o sultanato de Brunei tem seu território inteiramente em 1% da área da ilha.
Aproximadamente metade da área Bornéu está no hemisfério norte e metade no hemisfério sul, estando as porções malaia e bruneana no norte, e a parte indonésia distribuindo-se entre o norte  e o sul.
Bornéu possui uma das mais antigas florestas equatoriais do mundo.
Em agosto de 2019, o presidente Indonésio Joko Widodo revelou planos de transferir a capital de seu país de Jacarta para a ilha, em algum ponto não definido da província de Bornéu Oriental.

## Etimologia
A ilha é conhecida por muitos nomes. Internacionalmente, é conhecida por Bornéu, derivado de Brunei, a partir dos contatos dos europeus com o reino no século XVI durante a Era dos Descobrimentos. O nome Brunei possivelmente deriva da palavra em Sânscrito 'váruṇa' (वरुण), podendo ou significar "água", ou Varuna, o Deus Hindu da chuva. Nativos da Indonésia chamam a ilha de Kalimantan, que deriva seu significado da palavra em sâscrito Kalamanthana, significando "ilha de clima tórrido" (descrevendo o clima úmido e tropical da ilha).
Antigamente, a ilha era conhecida por outros nomes. Em 977, históricos chineses começaram a usar o termo Bo-Ni para referirem-se a Bornéu. Em 1225, foi também mencionado por um oficial da marinha chinês Chau Ju-Kua (趙汝适). O manuscrito javanês Nagarakretagama, escrito pelo poeta Mpu Prapanca da corte real de Majapahit em 1365, mencionou a ilha como Nusa Tanjungnagra, que significa "ilha do Reino de Tanjungpura".

## Geografia

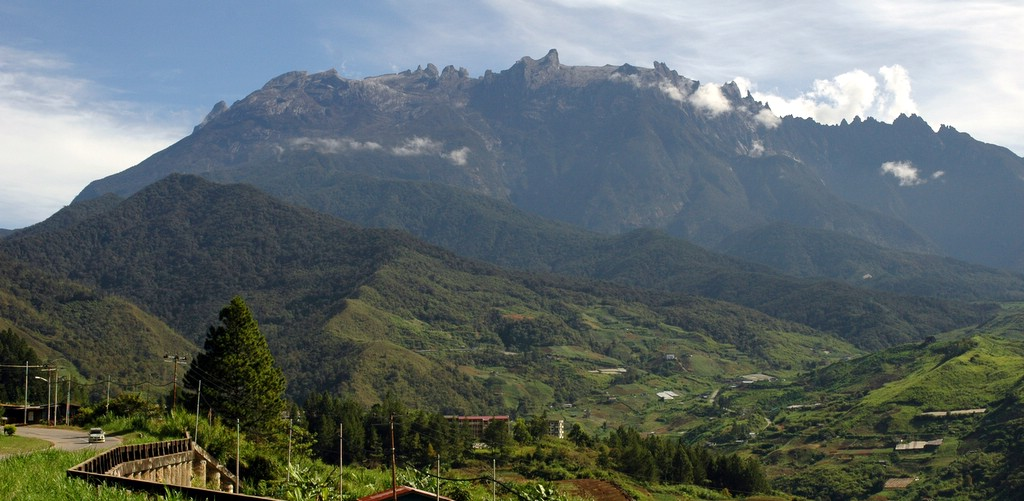
Monte Kinabalu, na Malásia, o ponto mais alto da ilha.

Bornéu é a terceira maior ilha do mundo, cobrindo uma área de 743.330 quilômetros quadrados. O terreno da zona central-norte da ilha é montanhoso e de difícil acesso, apresentando a ilha historicamente uma densa floresta equatorial. A ilha está envolta pelo Estreito de Macáçar ao leste da ilha, o Mar de Celebes e Mar de Sulu, a nordeste, o Mar da China Meridional, ao noroeste e o Mar de Java e o Estreito de Karimata ao sul. Ao redor da ilha estão a Península Malaia, ao Oeste, as Filipinas, ao norte, Celebes, ao Leste e a Ilha de Java, ao Sul. Seu maior pico é o Monte Kinabalu, em Sabá, Malásia, com uma altitude de 4.095 m.

### Rios e Subterrâneo
A maior sistema fluvial é a do Rio Kapuas, no Calimantã Ocidental, com um comprimento de cerca de 1.000 km. Outros grandes rios incluem o Mahakam no Calimantã Oriental (920 km), Barito no Calimantã Meridional (900 km), Rajang em Sarawak (565 km) e Kinabatangan, em Sabá (560 km). Bornéu possui significativas redes de cavernas. Em Sarawak, a Caverna Água-limpa tem um dos mais extensos rios submersos do mundo e a Caverna dos Cervos é residência de mais de três milhões de morcegos e um acúmulo de Guano com mais de 100 metros de profundidade. As Cavernas de Gomantong, em Sabá, foram apelidadas de "Cavernas da Barata" por conta da existência de milhões de baratas dentro de seu complexo. O Parque Nacional Gunung Mulu, em Sarawak, e o Carste de Sangkulirang-Mangkalihat no Calimantã Oriental são localizações de mais diversidades de pequenas grutas.

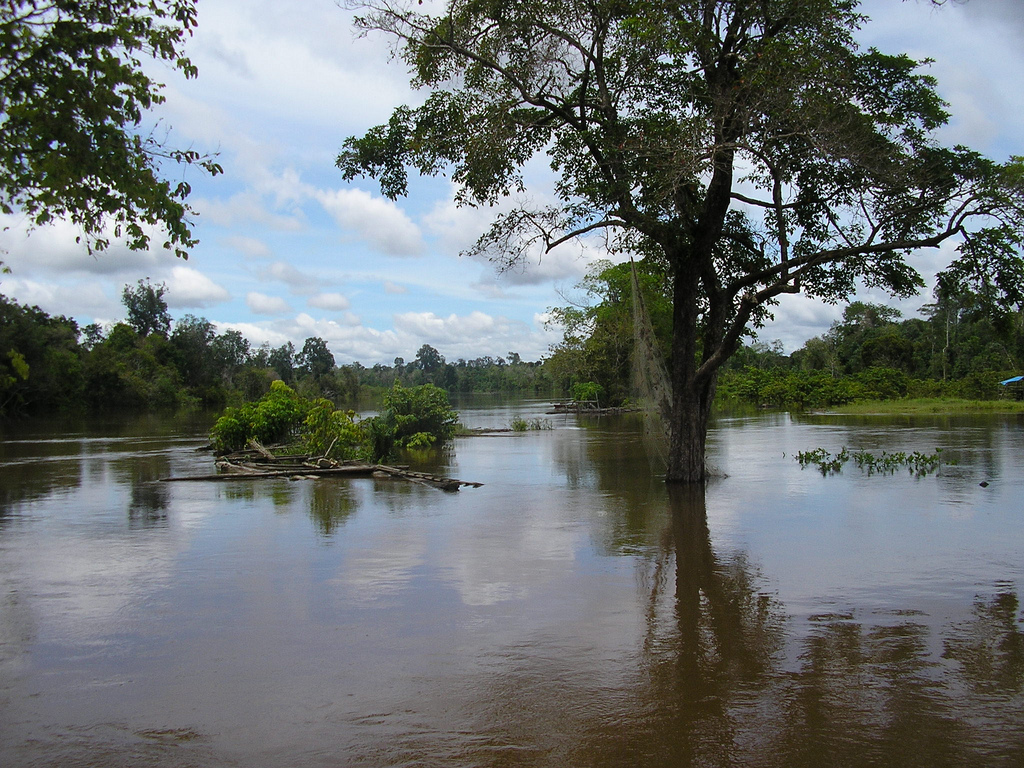
O Rio Kapuas, com seus cerca de 1.000 quilômetros de extensão, é o mais longo rio de Bornéu.

## Geologia

Mapa da localização de Bornéu no Sudeste Asiático, a falha do Rio Vermelho está incluso no mapa (em inglês).

Bornéu se formou através da acreção Mesozoica de fragmentos micro continentais, terrenos ofiólitas e um arco insular em núcleo continental Paleozoico. No começo da era Cenozoica, Bornéu formava-se como um promontório da massa continental de Sondalândia e que era parcialmente separado do continente asiático por um proto-Mar da China Meridional. A parte oceânica deste proto-Mar da China Meridional submergiu-se durante o Período Paleogeno e um grande complexo acrecionário se formou ao longo do noroeste da Ilha de Bornéu. No Alto-Mioceno, a orogênese do complexo acrecionário ocorreu por conta da força exercida sobre a fina crosta continental ao noroeste da então península. A orogênese pode também ter ocorrido a partir do encurtamento da massa de terra, devido à rotação em direção anti-horária de Bornéu há cerca de 10-20 milhões de anos, como consequência da colisão da massa continental Australiana e do Sudeste Asiático. Grandes quantidades de sedimentos se depositaram em bacias, que espalharam-se pela costa a Oeste, Norte e Leste de Bornéu, assim como em uma bacia Neogena que está atualmente exposta em grandes áreas do Leste e do Sul de Sabá. Ao Sul de Sabá, o arco insular datado do Mioceno a um período mais recente das Ilhas de Sulu se estendem aproximando-se da costa bornéu com um arco vulcânico mais velho resultante de uma imersão de subducção enquanto o arco mais recente são possivelmente resultantes da imersão de subducção do Mar de Celebes.
Antes dos níveis dos mares subirem ao fim da última Era do Gelo, Bornéu permanecia como uma parte do continente asiático, formando, com Java e Sumatra, as extremidades da península que se estendiam da atual Indochina. O Mar da China Meridional e o Golfo da Tailândia estão localizados onde antes eram as terras mais baixas da península. Águas mais profundas separando Bornéu de seu vizinho Celebes preveniram que as duas massas de terra se conectassem, criando a divisão conhecida hoje por Linha de Wallace, que divide as regiões biológicas da Austrália-Nova Guiné e da Ásia.

## História

### Pré-História a Idade Média

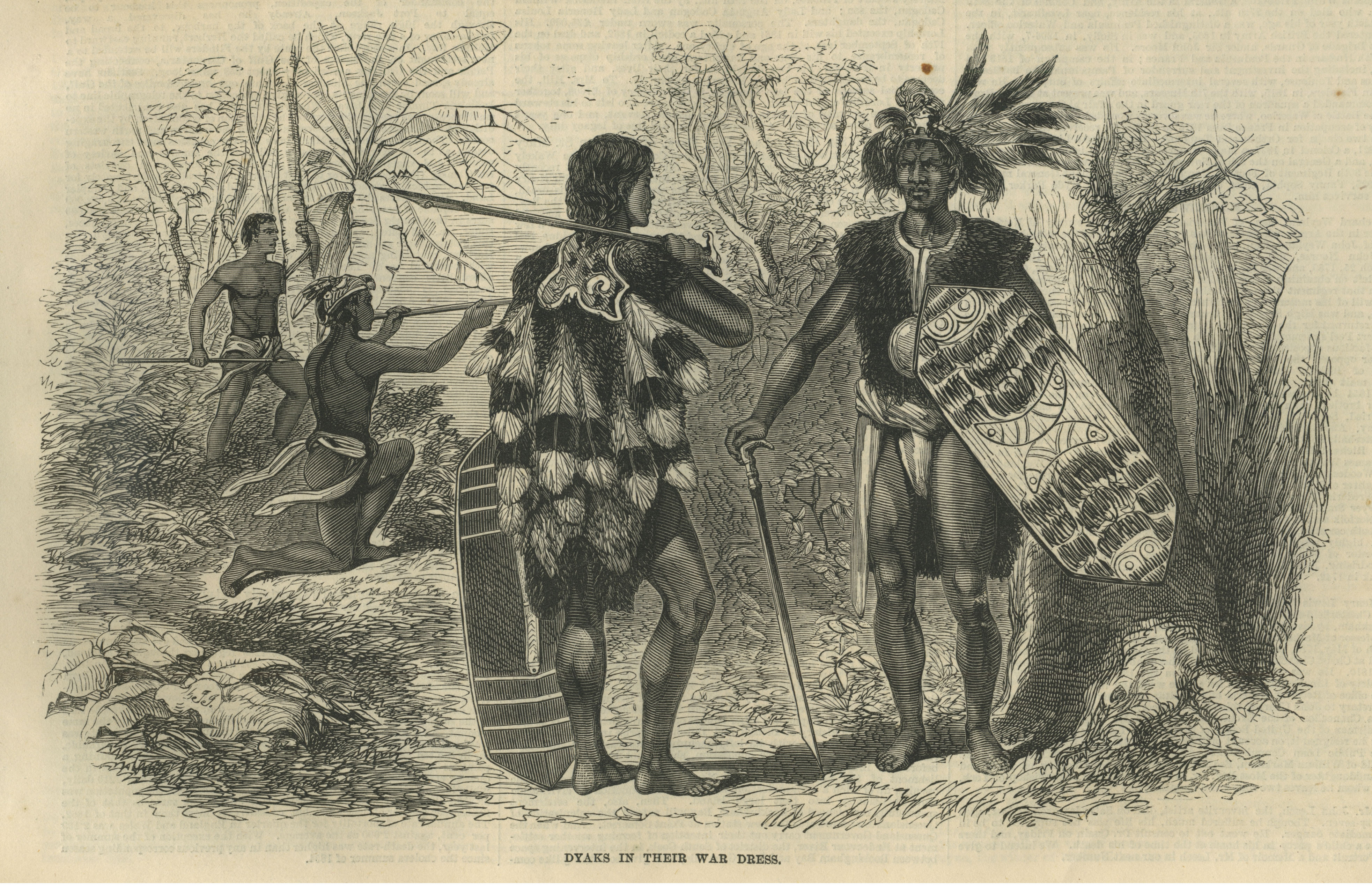
O povo indígena Dayak, principal da ilha, era temido por sua prática tradicional de caça de cabeças.

Em Novembro de 2018, cientistas reportaram a descoberta de uma das mais antigas artes rupestres datadas, cerca de 40.000 anos (talvez mais até que 52.000 anos), de um animal não reconhecido, na caverna de Lubang Jeriji Saléh, em Bornéu.
De acordo com antigos manuscritos Chineses, Indianos e Japoneses (c. 977), as cidades da costa ocidental de Bornéu já se tornavam centros de comércio no primeiro milênio depois de Cristo. Nos textos Chineses, ouro, cânforas, cascos de Tartarugas, bico de Calau, chifres de Rinoceronte, crista de Grou, cera de Abelha, madeira de Laka (madeira perfumada do tronco e raízes da espécie, Dalbergia parviflora), Sangue-de-Dragão, Ratão, ninhos comestíveis de pássaros e diversas espécies de especiarias foram descritos como os itens mais valiosos e Bornéu. Os Indianos nomearam a ilha Suvarnabhumi (a terra do ouro) e também Karpuradvipa (Ilha das Cânforas). O nome Javanês da ilha é Puradvipa, traduzido Ilha dos Diamantes. Achados arqueológicos no delta do rio Sarawak revelam que a área prosperava como um centro de comércio entre a China e a Índia desde o século VI até por volta de 1300.

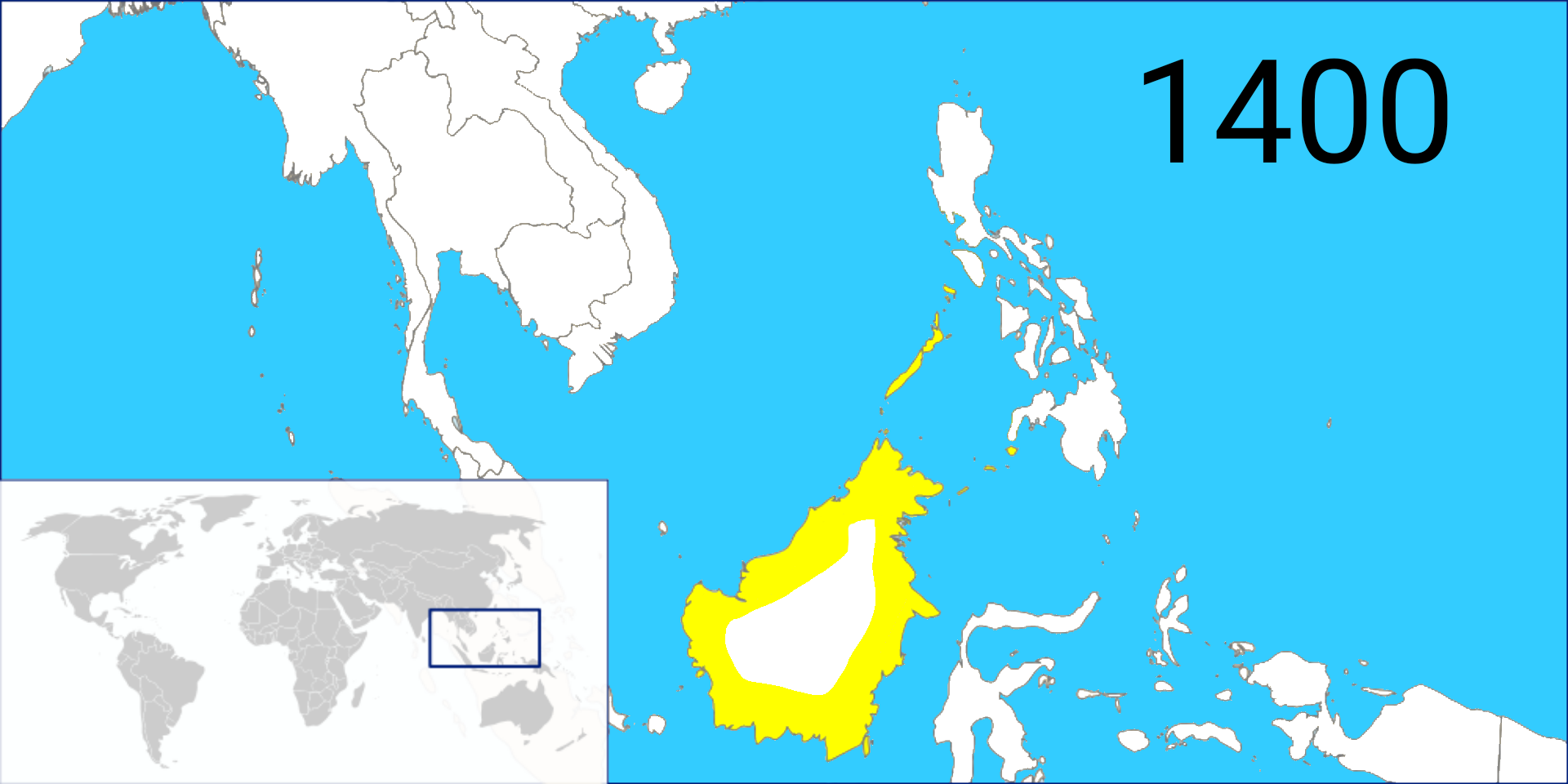
Território do Império de Brunei no ano 1400.

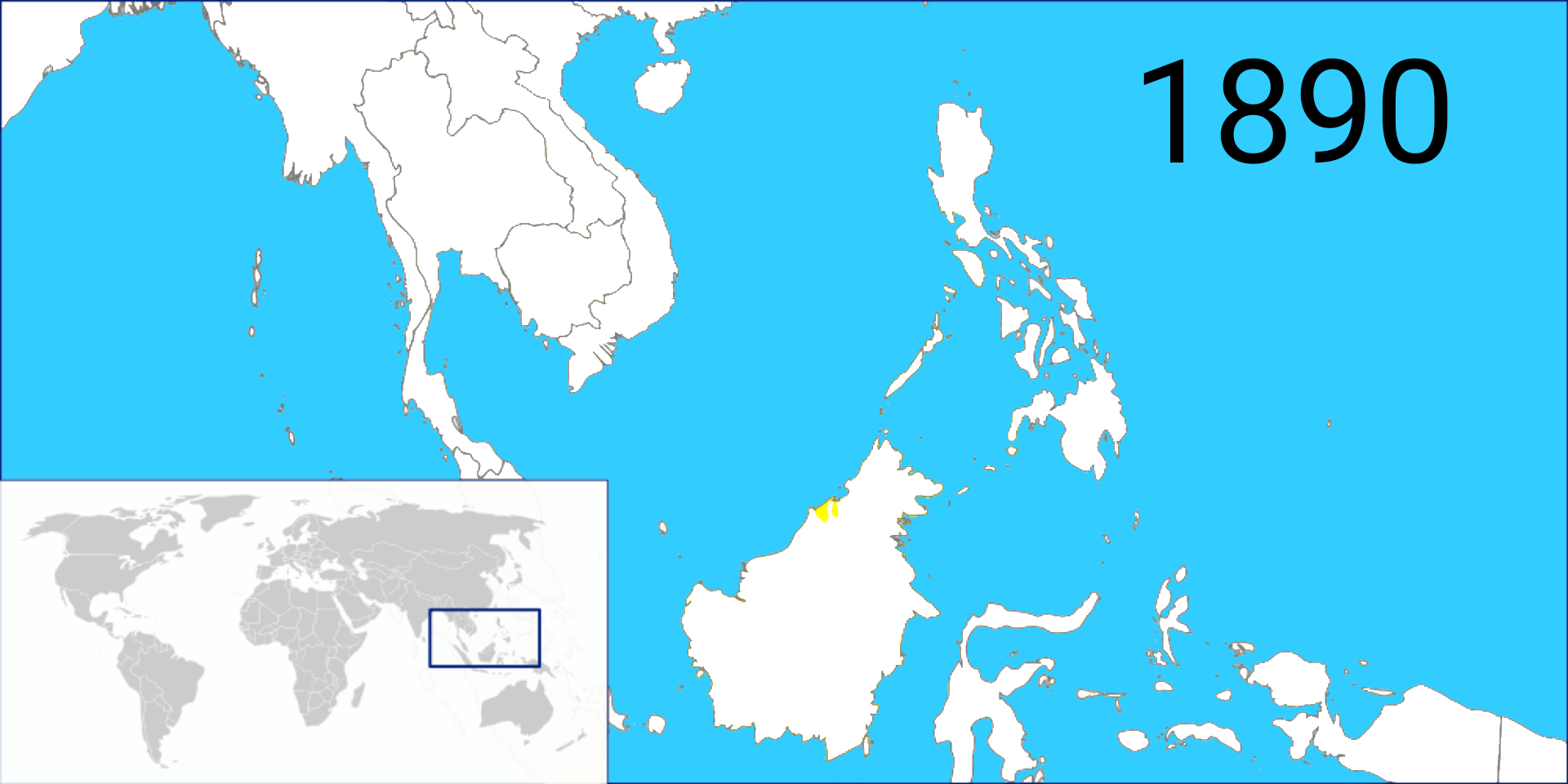
O Sultanato de Brunei reduzido após sucessivas guerras com reinos vizinhos e potências coloniais.

Pilares de pedra com inscrições no Alfabeto Pallava, encontrados em Kutai ao longo do rio Mahakan, Calimantã Oriental, e datando de por volta do século IV, constituem uma das evidências mais antigas da influência Hindu no Sudeste Asiático. Pelo século XIV, Bornéu se tornou um vassalo do Império Majapaíta (cujo núcleo era na atual ilha de Java), posteriormente trocando sua aliança para a Dinastia Ming chinesa. A religião islâmica chegou na ilha durante o século X, seguindo comerciantes árabes que converteram muitos povos indígenas em zonas costeiras.
O Sultanato de Brunei declarou independência de Majapait após a morte de seu imperador na metade do século XIII. Durante uma era áurea, iniciada pelo comando de Bolkiah no fim do século XV e durando até meados do século XVII, o Império Bruneano reinou por praticamente toda a costa de Bornéu (levando seu nome a se mesclar e, após variações, se tornar o próprio nome da ilha) e de diversas ilhas nas Filipinas. Durante os anos de 1450, Shari'ful Hashem Syed Abu Bakr, um árabe nascido em Johor, chegou em Sulu, vindo de Málaca. Em 1457, ele fundou o Sultanato de Sulu e se intitulou como "Paduka Maulana Mahasari Sharif Sultan Hashem Abu Bakr". Seguindo sua independência em 1578 da influência de Brunei, a região de Sulu começou a expandir-se como uma talassocracia para partes ao norte de Bornéu. Ambos os Sultanatos governaram em Bornéu e tradicionalmente engajaram-se em comércio com  a China, com a frequente chegada de Juncos Chineses. Apesar da talassocracia dos Sultanatos, o interior de Bornéu permaneceu livre de qualquer governança vinda destes reinos.

### Era Colonial

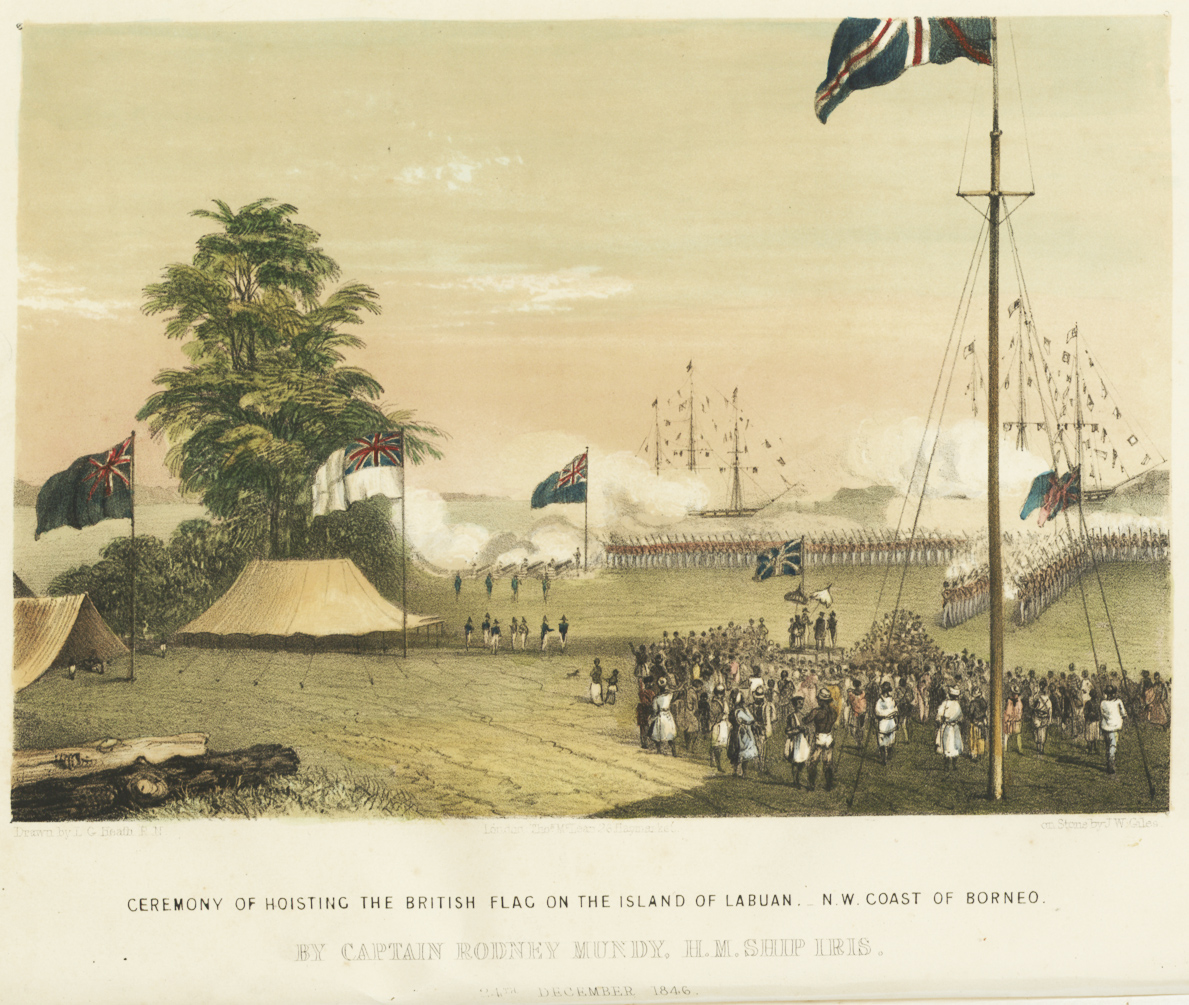
Ingleses hasteando sua bandeira pela primeira vez em Labuan, 24 de Dezembro de 1846.

Desde a queda de Málaca em 1511, mercadores portugueses comerciavam constantemente com Bornéu, e especialmente com Brunei, a partir de 1530. Tendo visitado a capital Bruneana, os portugueses a descreveram como um lugar envolto por uma muralha de pedra. Apesar de Bornéu ser vista como riquíssima, os portugueses empenharam pouco esforço em conquistá-la. A visita espanhola na ilha levou à Guerra de Castela em 1578. Os ingleses começaram a fazer comércio com os Sambas do sul de Bornéu em 1609, enquanto os holandeses apenas começaram seu comércio com a ilha em 1644: em Banjar e Martapura, também ao sul de Bornéu. Os holandeses tentaram assentar na ilha de Balambangan, ao norte de Bornéu, na segunda metade do século XVIII, porém desistiram da empreitada em 1797. Em 1812, o Sultão de Bornéu Meridional cedeu suas fortalezas à Companhia Britânica das Índias Orientais. Os ingleses, liderados por Stamford Raffles, tentou então bloquear todos os portos em Bornéu com exceção de Brunei In 1812, Banjarmasin e Pontianak, o plano foi cancelado pelo Governador-Geral da Índia, Lorde Minto, por considerá-lo demasiado caro. No início da exploração inglesa e holandesa na ilha, eles a descreveram como repleta de caçadores de cabeças, os indígenas do interior praticando canibalismo, e as águas em volta da ilha sendo infestada de piratas, especialmente entre o nordeste de Bornéu e o sul das Filipinas. Os piratas malaios e dayak iam atrás de cargas marítimas nas águas entre Singapura e Hong Kong diretamente de seu porto principal em Bornéu, juntamente com os piratas Moros Illanuns, do sul das Filipinas, como visto na batalha de Mukah.

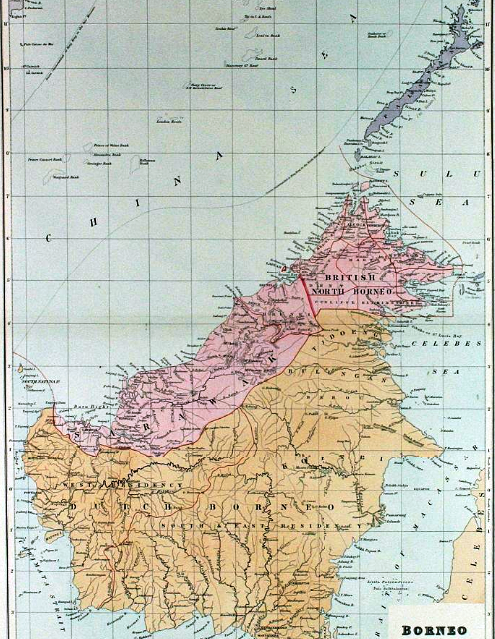
Mapa da ilha dividia entre os ingleses e os holandeses, 1898. As atuais fronteiras de Malásia, Indonésia e Brunei são grandemente derivadas dos tempos coloniais.

Os holandeses começaram a intervir na parte meridional da ilha ao resumir contato com os nativos em 1815, colocando Residentes em Banjarmasin, Pontianak e Sambas e Residentes-Assistentes em Landak e Mampawa. O Sultanato de Brunei em 1842 empenhou grandes pedaços de terra em Sarawak ao aventureiro inglês James Brooke, como uma recompensa por ajudar a conter uma rebelião interna. Brooke estabeleceu-se como o Reino de Sarawak e o foi reconhecido por pagar uma taxa ao Sultanato. Ele estabeleceu uma monarquia, e a sua dinastia, a Brooke (através de seu sobrinho e sobrinho-neto), governou Sarawak por 100 anos; seus líderes foram conhecidos como os Rajás Brancos. Brooke também adquiriu a ilha de Labuan para a Grã-Bretanha em 1846 através do tratado de Labuan com o Sultão de Brunei, Omar Li Saifuddin II em 18 de Dezembro de 1846. A região setentrional de Bornéu tornou-se um território administrado pela Companhia Privilegiada do Bornéu do Norte seguindo a aquisição deste território dos Sultões de Brunei e Sulu por um empresário e aventureiro alemão chamado Barão de Overbeck, antes de ser passada a posse aos irmãos britânicos Dent (sendo eles Alfred Dent e Edward Dent). Posterior ocupação do território pelos ingleses reduziu a área do Sultanato de Brunei. Isso levou o 26º Sultão de Brunei, Hashim Jalilul Alam Aqamaddin a apelar que os britânicos parassem e, como resultado, a assinar um Tratado de Proteção em 1888, transformando Brunei em um Protetorado inglês.

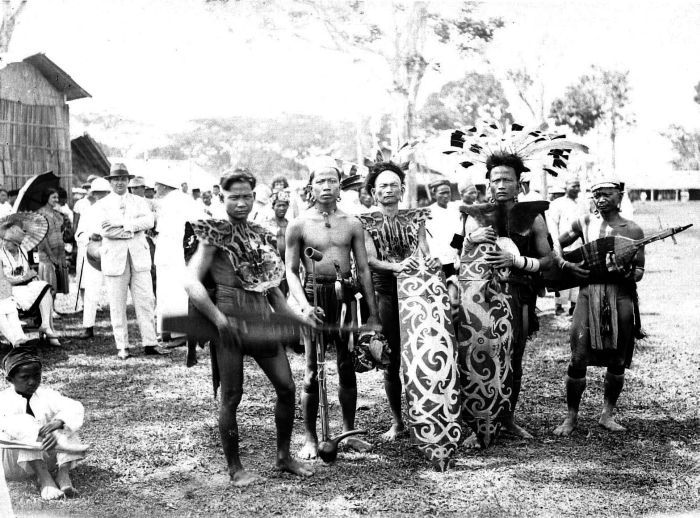
Uma tribo Dayak durante uma cerimônia Erau em Tenggarong.

Antes da aquisição do território pelos britânicos, os estadunidenses chegaram a estabelecer uma presença temporária em Bornéu após adquirir uma parcela de terras do Sultanato de Brunei. Uma companhia conhecida como Companhia de Comércio Americana de Bornéu foi fundada por Joseph William Torrey, Thomas Bradley Harris e diversos investidores chineses, estabelecendo a colônia chamada "Ellena" na região de Kimanis. A colônia não obteve sucesso e foi abandonada, devido a recusa de apoio financeiro, especialmente pelo governo norteamericano, e a doenças e revoltas por parte dos trabalhadores. Antes da saída de Torrey, ele conseguiu vender a terra a um empresário alemão, Overbeck. Enquanto isso, os alemães sob o comando de William Frederick Schuck foram condecorados com uma parcela de terra no nordeste de Bornéu, na baía de Sandakan, do Sultanato de Sulu, onde ele conduziu negócios e exportou grandes quantidades de armas, ópio, têxteis e tabaco a Sulu antes que suas terras passassem a Overbeck pelo Sultanato.

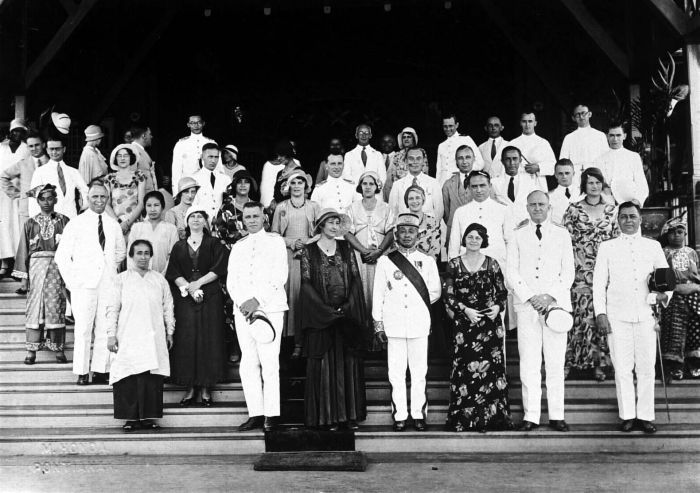
Sultão Árabo-Malaio de Pontianak, em 1930.

Antes do reconhecimento da presença espanhola no arquipélago filipino, um protocolo conhecido como Protocolo de Madri de 1885 foi assinado entre os governos do Reino Unido, Alemanha e Espanha em Madri para cementar a influência espanhola e reconhecer sua soberania sobre o Sultanato de Sulu - em retorno da abdicação espanhola à sua reclamação de terra nas possessões do Sultanato no norte de Bornéu. A administração inglesa estabeleceu então a primeira estrada de ferro no Bornéu setentrional, conhecida como Ferrovia do Norte Bornéu. Durante este período, os ingleses patrocinaram a vinda de inúmeros trabalhadores chineses à região, para trabalhar em plantações e minas de europeus, e os holandeses logo seguiram a incrementar sua produção econômica. Em 1888, o Bornéu setentrional havia todo se tornado um protetorado britânico. A área do Bornéu meridional foi feita um protetorado holandês em 1891. Os governos holandês e britânico haviam assinado o tratado Anglo-Neerlandês estabelecendo fonteiras entre os dois territórios coloniais para evitar futuros conflitos. Ambos os governos também assinaram o Tratado de 1824 para trocar portos mercantes na península malaia e na Sumatra que estavam sob seus controles para assertar suas respectivas zonas de influência. Isso resultou na criação indireta de zonas controladas por ingleses e por holandesas no norte (península malaia) e no sul (Ilhas Riau e Sumatra), respectivamente.

### Segunda Guerra Mundial

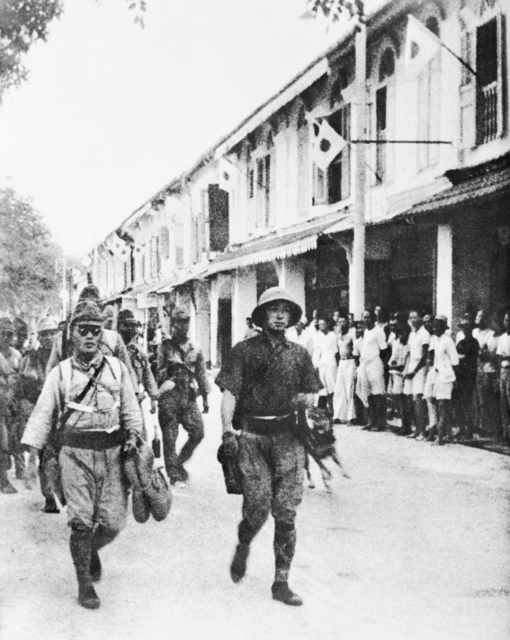
Tropas japonesas marchando pelas ruas de Labuan em 14 de Janeiro de 1942.

Durante a Segunda Guerra Mundial, as forças japonesas ganharam controle de grande parte de Bornéu motivadas mais por ambições políticas e territoriais que econômicas. A ocupação levou muitas pessoas de cidades litorâneas para o interior, à procura de comida e escapando dos japoneses. Os residentes chineses de Bornéu, especialmente levando em consideração a Guerra Sino-Japonesa acontecendo no continente, resistiram a ocupação integralmente. Seguindo a formação de movimentos de resistência ao norte de Bornéu, como a Revolta de Jesselton, muitos indígenas e chineses inocentes foram executados pelos japoneses, que alegavam envolvimento.

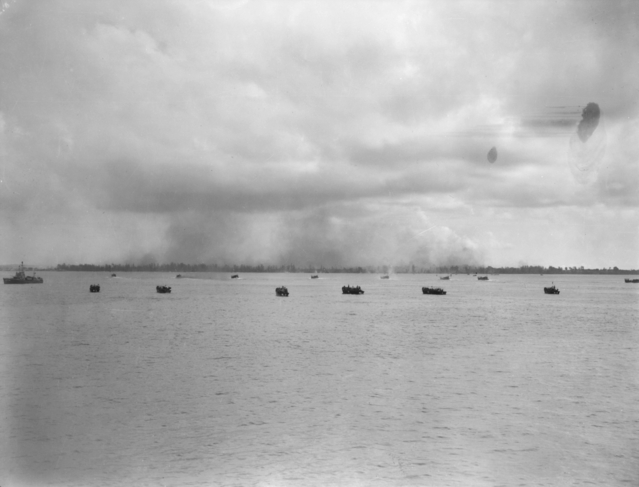
Lanchas de desembarque norte-americanas indo em direção às praias de Victoria e Brown para ajudar no pouso de membros da 24ª Brigada de Infantaria Australiana durante a Operação Oboe Six, 10 de Junho de 1945.

Em Calimantã, os japoneses perseguiram e assassinaram muitos intelectuais malaios, executando todos os Sultões malaios do Calimantã Ocidental nos Incidentes de Pontianak, juntamente com a população chinesa do local, contra a ocupação japonesa, que era vista como uma ameaça. O Sultão Muhammad Ibrahim Shafi ud-Din II de Sambas foi executado em 1944. O Sultanato foi posteriormente substituído por um conselho japonês. Os japoneses montaram também o Pusat Tenaga Rakjat (PUTERA) no arquipélago indonésio em 1943, embora ele tenha sido abolido no ano seguinte por ganhar um cunho muito nacionalista. Alguns nacionalistas indonésios como Sukarno e Hatta, que tinham retornado do exílio pelos holandeses, começaram a cooperar com os japoneses. Logo após sua soltura, Sukarno se tornou o Presidente do Conselho Consultivo Central, um departamento para Bornéu Meridional, Celebes e as Pequenas de Sonda, montado em Fevereiro de 1945.
Desde a queda de Singapura, os Japoneses enviaram milhares de prisioneiros de guerra britânicos e australianos para campos em Bornéu, como o Campo de Batu Lintang. Do Campo de Sandakan, por exemplo, apenas 6 dos 2.500 prisioneiros sobreviveram após uma caminhada forçada, conhecida como a Marcha da Morte de Sandakan. Ademais, do total de 17.488 trabalhadores Javaneses trazidos pela ocupação japonesa, apenas 1.500 sobreviveram, mortes envolviam desde fome extrema a condições de trabalho péssimas e maus tratos. Os Dayak e outros povos indígenas tiveram um importante papel nas táticas de guerrilha empreitadas como resistência, particularmente na Divisão de Kapit. Eles temporariamente reviveram as tradições de caça de cabeças com os japoneses ao findar da guerra, juntamente com a Unidade Especial Z, dos aliados, ajudando-os. A Austrália contribuiu significativamente para a liberação de Bornéu. A Força Imperial Australiana foi enviada a Bornéu para lutar contra os Japoneses. Juntos com outros grupos de Aliados, a ilha foi completamente liberada em 1945.

### História Recente

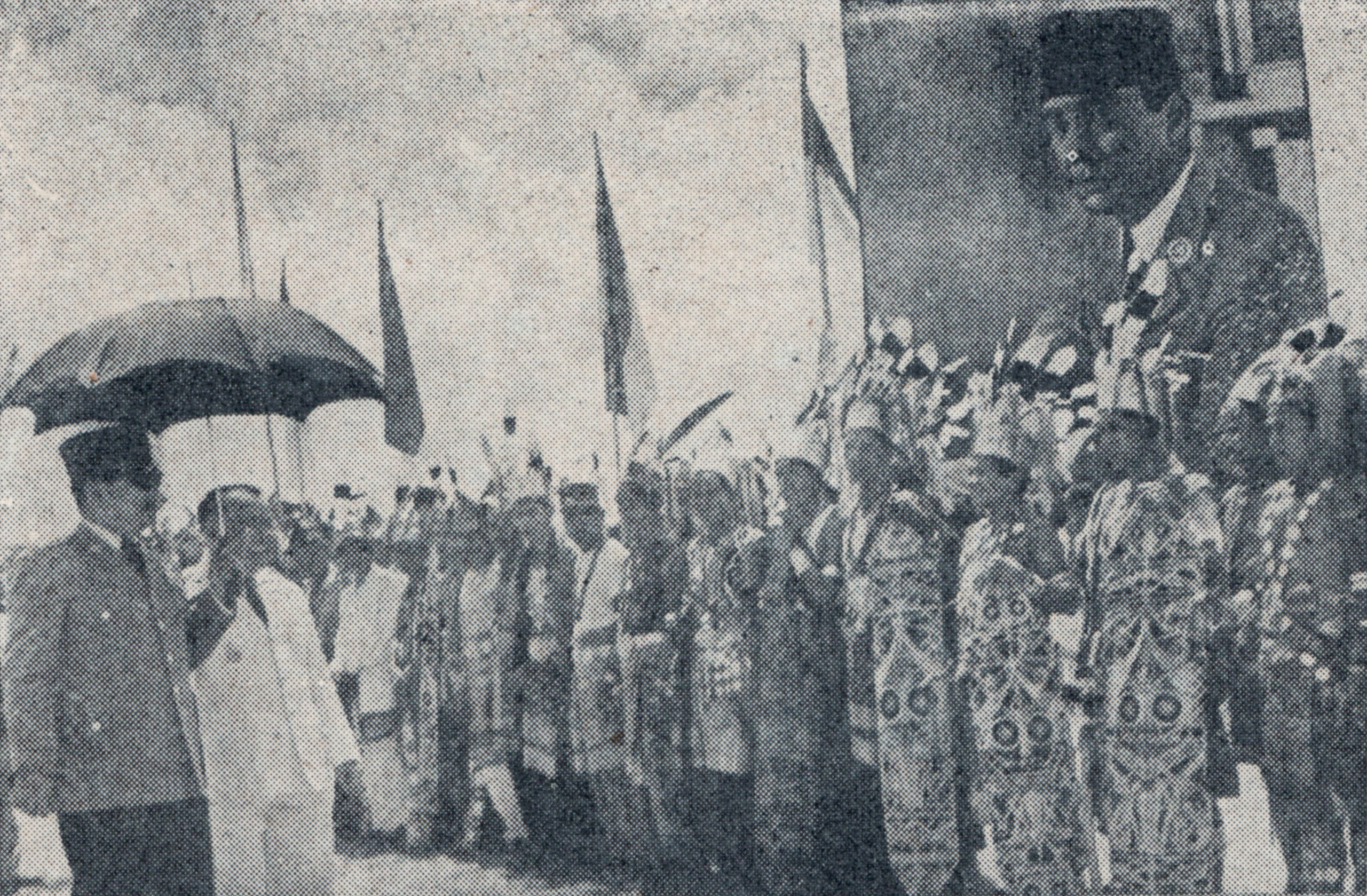
Sukarno em visita a Pontianak, Calimantã Ocidental, 1963.

Em Maio de 1945, oficiais em Tóquio se caso o Bornéu Setentrional fosse incluído na proposta do novo país da Indonésia, esta decisão seria tomada separadamente dos desejos dos povos indígenas e da disposição de Malaia. Sukarno e Mohammad Yamin, enquanto isso, advogaram continuadamente por uma República Indonésia estendida. Mais para o fim da guerra, o Japão decidiu dar uma independência prévia ao novo país proposto, em 17 de Julho de 1945, com uma reunião do Comitê de Independência marcada para 19 de Agosto de 1945. Entretanto, seguido o rendição do Japão às forças aliadas, esta reunião foi arquivada. Sukarno e Hatta continuaram os planos, declaram a independência unilateralmente, embora os Holandeses tenham retomado sua possessão colonial em Bornéu. A parte meridional da ilha conseguiu sua independência através da Proclamação de Independência Indonésia em 17 de Agosto de 1945. A reação foi relativamente pouca, com pouca resistência em Pontianak ou em outras áreas de maioria chinesa. Guerrilhas nacionalistas apoiavam a inclusão do sul de Bornéu na recém-proclamada república foram bem ativos em Ketapang e, em menor medida, em Sambas, onde eles fizeram presença com a bandeira vermelho e branca, que havia se tornado a bandeira oficial da Indonésia, maior parte dos residentes chineses em Calimantã Meridional esperavam ser liberados pelas tropas nacionalistas chinesas da China Continental e serem integradas ao país como distritos de uma Província Ultramarina Chinesa. Enquanto isso, Sarawak e Sabá, ao norte de Bornéu, tornaram-se colônias da coroa britânica separadamente, em 1946.
Em 1961, o Primeiro-Ministro Tunku Abdul Rahman da já independente Federação de Malaia demonstrou interesse em unir Malaia com as com as colônias britânicas de Sarawak, Bornéu Setentrional, Singapura e o Protetorado de Brunei, tudo em uma proposta Federação da Malásia. A ideia foi pesadamente oposta pelos governos tanto da Indonésia quanto de Filipinas, assim como o simpatizantes comunistas e nacionalistas de Bornéu. Sukarno, como Presidente da República Indonésia, percebendo a vontade constante dos ingleses de manterem presença em Bornéu e na península malaia, decidiu enviar uma infiltração armada conhecida posteriormente como Confronto Indonésio-Malaios de 1962 a 1969. Como resposta à crescente oposição, os Britânicos realocaram forças armadas para proteger suas colônias contra revoltas indonésias e comunistas, forças as quais Austrália e Nova Zelândia tiveram uma participação.

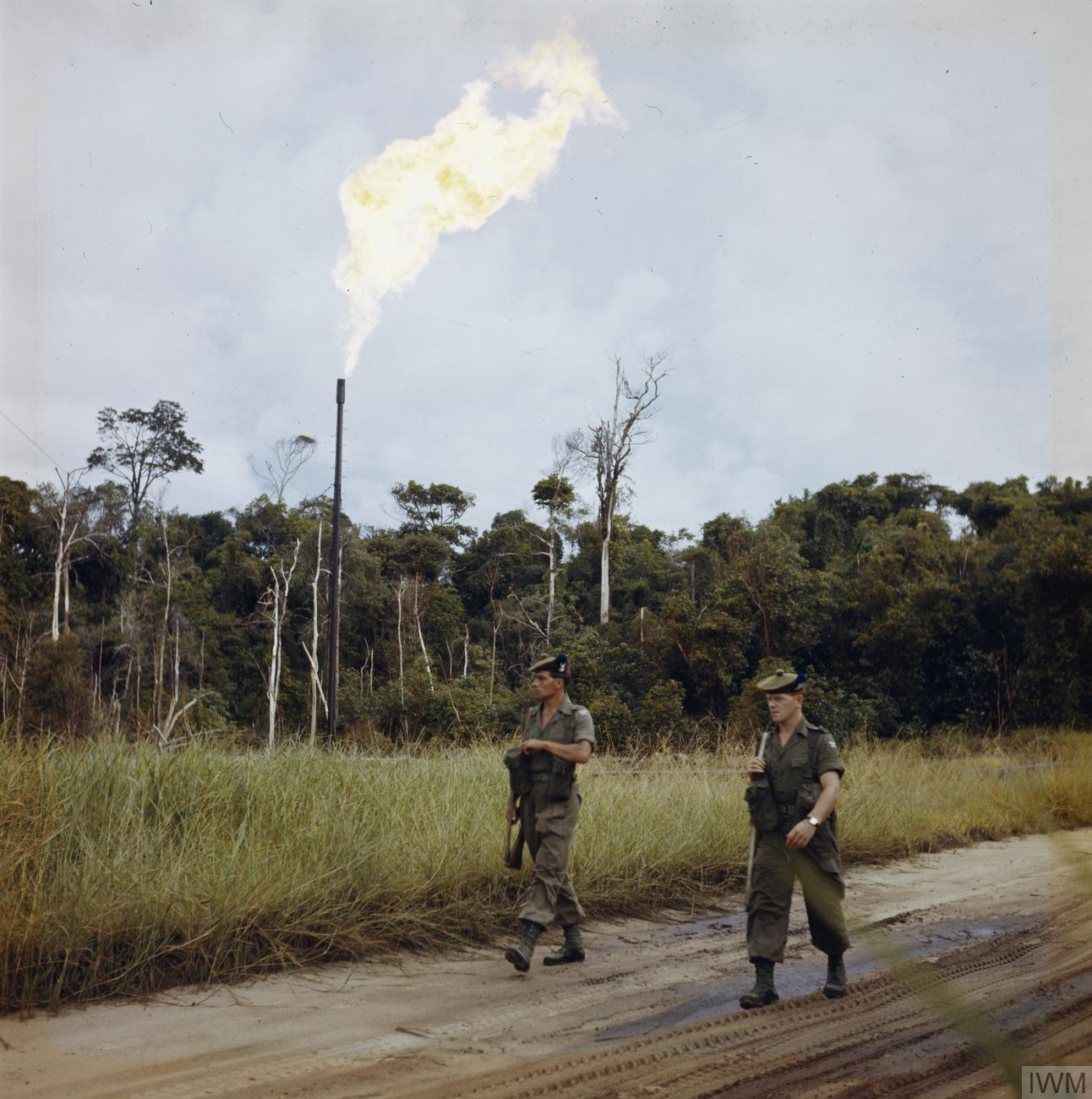
Infantarias do Queen's Own Highlanders em guarda, próximo aos campos de extração de petróleo de Seria, 1963.

As Filipinas se opuseram à Federação então proposta, alegando que a parte oriental do norte de Bornéu (hoje o estado malaio de Sabá) seria parte de seu território, sendo ele uma antiga possessão do Sultanato de Sulu. O governo filipino baseou suas alegações em grande parte no acorde de cessão do território de Sulu à Companhia Britânica do Norte de Bornéu e, como atualmente o Sultanato teria se tornado parte da jurisdição republicana das Filipinas, o país deveria herdar os territórios previamente ocupados por esse. O governo das Filipinas também alegou que os herdeiros do Sultanato haviam cedido todos os seus direitos territoriais à república.
O Sultanato de Brunei inicialmente recebeu bem a proposta de uma federação com Malásia. Enquanto isso, o Partido Popular de Brunei, liderado por A. M. Azahari, desejava reunificar Brunei, Sarawak e Bornéu Setentrional em uma apenas federação chamada Federação do Bornéu do Norte (em Malaio: Kesatuan Negara Kalimantan Utara), onde o Sultão de Brunei seria o Chefe de Estado da federação - embora Azahari tinha suas próprias intenções de abolir a monarquia em Brunei, para fazer do país mais democrático e integrar o território, juntamente com as colônias britânicas, à Indonésia, com o apoio deste governo. Isso diretamente levou a uma revolta em Brunei, a qual dificultou a tentativa de Azahari e o forçou a escapar para a Indonésia. Brunei então desistiu de ser parte da nova federação com a Malásia devido a alguns desacordos em questões diversas enquanto os líderes em Sarawak e Bornéu Setentrional continuaram a ser a favor da inclusão na federação.
Com a oposição contínua da Indonésia e das Filipinas, a Comissão Cobbold foi estabelecida para descobrir a vontade das populações nativas em Bornéu do Norte; foi visto que as pessoas favoreciam mais a federação, mas com várias estipulações. A Federação alcançou com sucesso a inclusão de Bornéu do Norte através do Acordo da Malásia em 16 de Setembro de 1963. Até o dia de hoje, a área do norte de Bornéu e sujeita a ataques de Piratas Moro, grupo militante desde o século XVIII e cujo grupos como o Abu Sayyaf, desde os anos 2000 causam ataques através das fronteiras. Durante a administração do Presidente filipino Ferdinand Marcos,  o governo realizou algumas tentativas de desestabilizar o estado de Sabá, embora seus planos tenham falhado e resultado no Massacre de Jabidah e posteriormente em uma insurgência no sul das Filipinas.

## Demografia

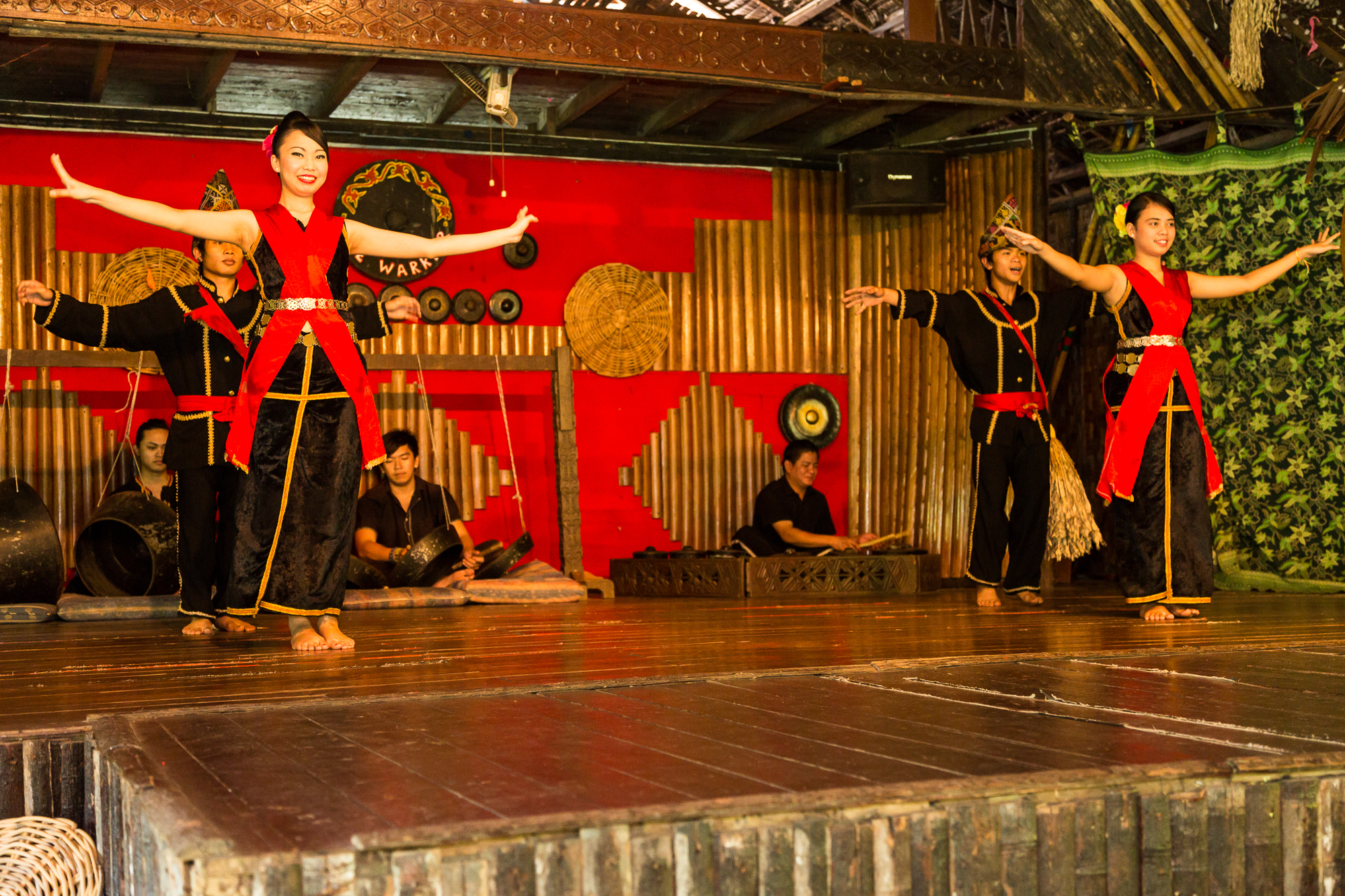
Representação da dança e vestimenta típica dos povos indígenas.

O gentílico para quem nasce em Bornéu é Bornéu.
Bornéu possui 21,3 milhões de habitantes (dados de 2014) e uma densidade populacional de 29 habitantes por quilômentro quadrado. A maior parte da população vive no litoral da ilha, porém o interior segue com pequenas cidades e vilarejos ao longo dos rios. A população consiste principalmente de grupos de origem étnica Dayak, de Malaios, Banjar, Orang Ulu, Chineses e Kadazan-Dusun. Os chineses, que compõem 29% da população de Sarawak e 17% da população do Calimantã Ocidental são descendentes primariamente de imigrantes vindo do Sudeste da China.
Em Sabá, durante a administração de Mustapha Harun da Organização Nacional Unida de Sabá (ONUS) nos anos 70, a milhares de imigrantes e refugiados Muçulmanos do sul das Filipinas, na província de Mindanau, e de Celebes, na Indonésia, foram dados proteção e posteriormente identidade e cidadania no estado, a fim de promover a população muçulmana na região, uma política chamada depois de Projeto IC. Devido ao alto número de crimes atribuídos aos imigrantes, tensões étnicas entre povos indígenas e populações imigrantes aumentou e segue em crescimento até hoje.

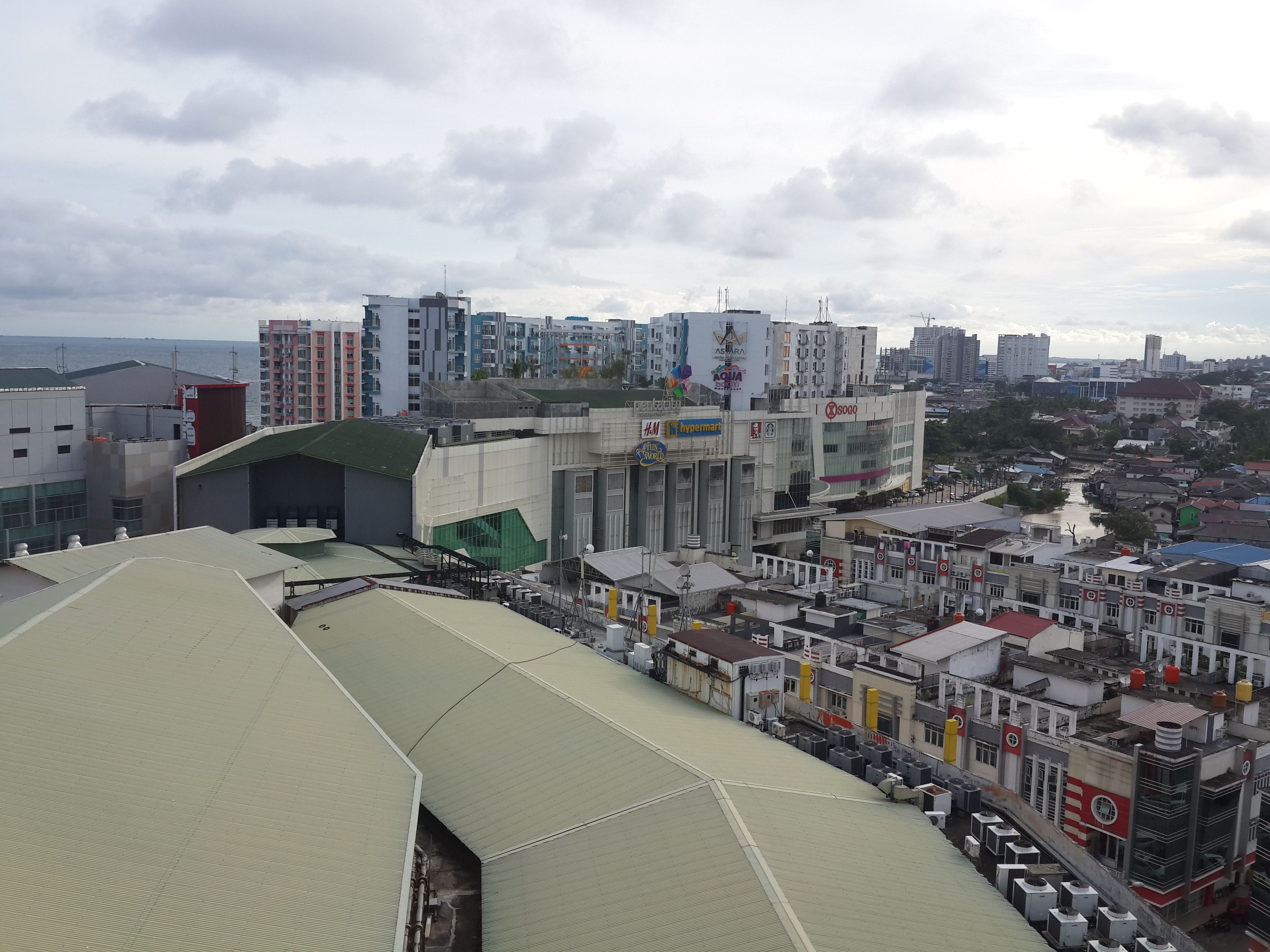
Balikpapan, uma das principais cidades de Bornéu.

Desde os anos 90, o governo indonésio vem implementado, em Calimantã, um programa intenso de transição populacional, realocando famílias pobres e sem-terra de Java, Madura e Bali. Em 2001, estes imigrantes representavam 21% da população de Calimantã Central. Desde os anos 90, os povos Dayak e Malaios, indígenas à ilha, resistiram a vinda destes imigrantes, e conflitos violentos ocorreram entre a população de fora e a nativa. Em 1999, um evento conhecido como Distúrbios em Sambas, Dayaks e Malaios se juntaram para massacrar milhares de imigrantes Madureses. Em Calimantã, milhares foram mortos em 2001 em uma briga entre Madureses e Dayaks no Conflito de Sampit.

### Maiores Cidades

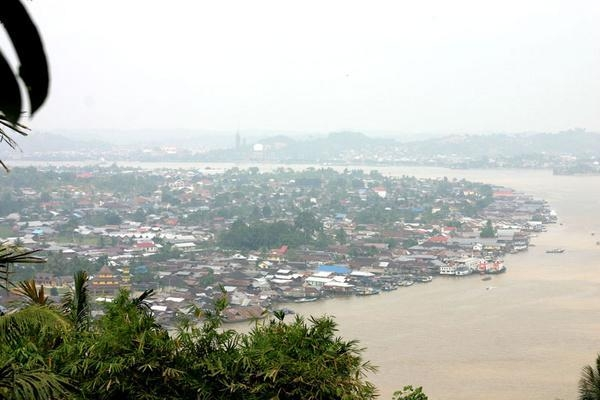
Vista de Samarinda, a maior cidade da ilha de Bornéu.

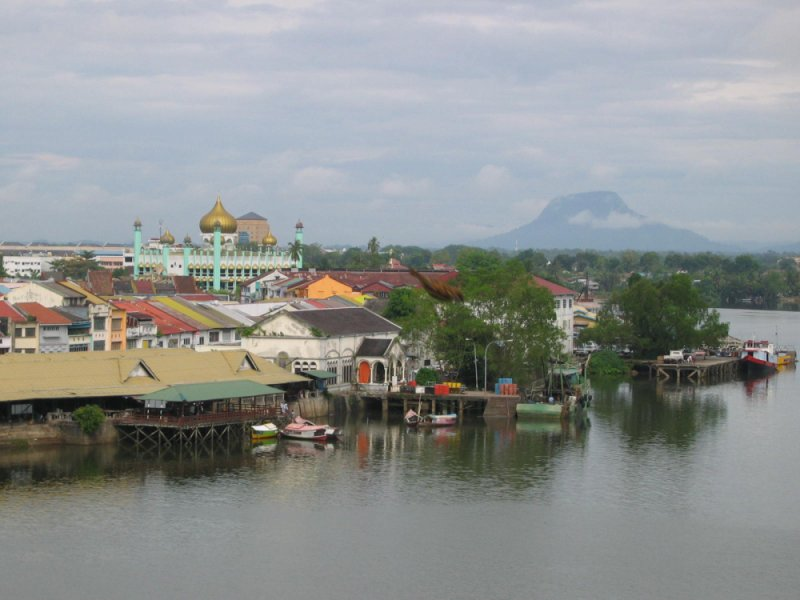
Vista de Kuching, a maior cidade da parte malaia de Bornéu.

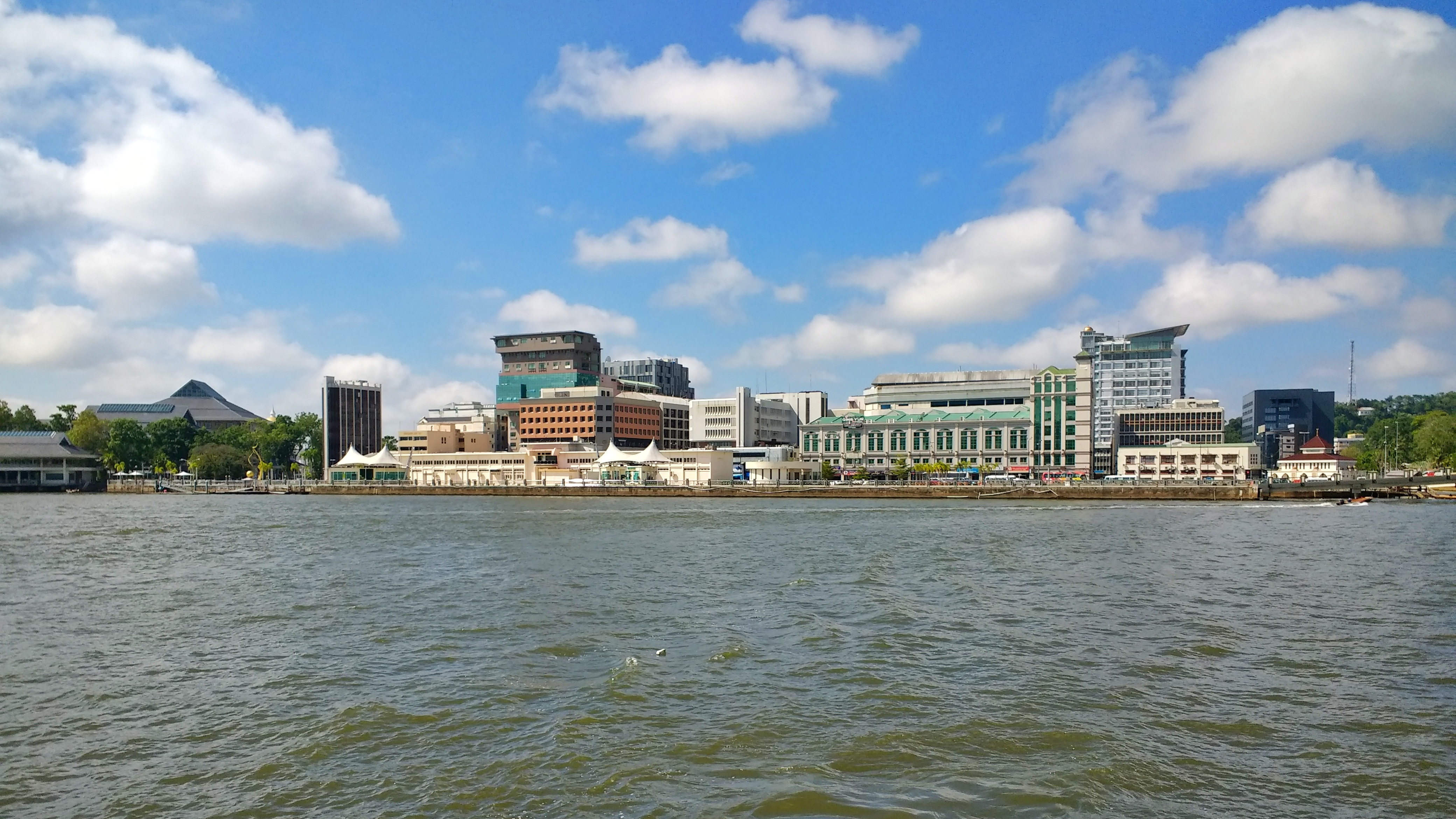
Bandar Seri Begawan, capital e maior cidade do pequeno país de Brunei, Bornéu.

| Posição | Cidade                            | População | Densidade (/km2) | País      |
| ------- | --------------------------------- | --------- | ---------------- | --------- |
| 1       | Samarinda, Calimantã Oriental     | 727,500   | 929              | Indonesia |
| 2       | Banjarmasin, Calimantã Meridional | 625,481   | 8687             | Indonesia |
| 3       | Kuching, Sarawak                  | 617,886   | 332              | Malaysia  |
| 4       | Balikpapan, Calimantã Oriental    | 557,579   | 1058             | Indonesia |
| 5       | Pontianak, Calimantã Ocidental    | 554,764   | 5146             | Indonesia |
| 6       | Kota Kinabalu, Sabá               | 462,963   | 1319             | Malaysia  |
| 7       | Tawau, Sabá                       | 412,375   | 67               | Malaysia  |
| 8       | Sandakan, Sabá                    | 409,056   | 181              | Malaysia  |
| 9       | Miri, Sarawak                     | 300,543   | 64               | Malaysia  |
| 10      | Bandar Seri Begawan, Brunei-Muara | 300,000   | 490              | Brunei    |
| 11      | Sibu, Sarawak                     | 247,995   | 111              | Malaysia  |
| 12      | Palangka Raya, Calimantã Central  | 220,962   | 92               | Indonesia |
| 13      | Lahad Datu, Sabá                  | 206,861   | 28               | Malaysia  |
| 14      | Banjarbaru, Calimantã Meridional  | 199,627   | 538              | Indonesia |
| 15      | Tarakan, Calimantã Setentrional   | 193,370   | 771              | Indonesia |
| 16      | Bintulu, Sarawak                  | 189,146   | 26               | Malaysia  |
| 17      | Singkawang, Calimantã Ocidental   | 186,462   | 370              | Indonesia |
| 18      | Keningau, Sabá                    | 177,735   | 50               | Malaysia  |
| 19      | Bontang, Calimantã Oriental       | 143,683   | 353              | Indonesia |
| 20      | Victoria, Labuan                  | 85,272    | 950              | Malaysia  |

### Religião
A população de Bornéu é diversa e, apesar do Islamismo ser a religião mais praticada da ilha, religiões minoritárias como o Cristianismo, Budismo e Hinduísmo possuem presença expressiva. Da população bornéu, cerca de 69.5% aderem ao Islamismo (cerca de 14,7 milhões de habitantes), 23.2% ao Cristianismo (5,3 milhões de habitantes), 4.2% ao Budismo ( por volta de 900 mil habitantes) e 3.1% aderindo a outras fés (pouco mais de 650 mil habitantes).

## Divisões Administrativas
A ilha de Bornéu é divida administrativamente por três países.
- As províncias indonésias do Calimantã Oriental, Meridional, Central, Ocidental e Setentrional (o Bornéu indonésio é comumente chamado de Calimantã);
- Os estados malaios de Sabá e Sarawak, juntamente com o Território Federal de Labuan (localizado em ilhas nas proximidades de Bornéu);
- O Sultanato independente de Brunei (com sua parte principal e sua exclave de Temburong).

Divisões territoriais de Bornéu (em Inglês).

| Província ou Estado        | Capital             | País      | Área km2 | Área % | População (censo de 2010) | População % |
| -------------------------- | ------------------- | --------- | -------- | ------ | ------------------------- | ----------- |
| Brunei                     | Bandar Seri Begawan | Brunei    | 5.770    | 0,77   | 406.200                   | 2,1         |
| Sarawak                    | Kuching             | Malásia   | 124.450  | 16,55  | 2.420.009                 | 12,2        |
| Sabá                       | Kota Kinabalu       | Malásia   | 73.619   | 9,79   | 3.120.040                 | 15,7        |
| Labuan, Território Federal | Victoria            | Malásia   | 92       | 0,01   | 85.272                    | 0,4         |
| Malásia Oriental           |                     | Malásia   | 198.161  | 26,4   | 5.625.321                 | 28,4        |
| Calimantã Ocidental        | Pontianak           | Indonésia | 146.760  | 19,5   | 4.393.239                 | 22,2        |
| Calimantã Central          | Palangka Raya       | Indonésia | 152.600  | 20,3   | 2.202.599                 | 11,1        |
| Calimantã Meridional       | Banjarmasin         | Indonésia | 37.660   | 5,0    | 3.626.119                 | 18,3        |
| Calimantã Oriental         | Samarinda           | Indonésia | 210.985  | 28,1   | 3.550.586                 | 17,9        |
| Calimantã Setentrional     | Tanjung Selor       | Indonésia | 71.177   | 9,46   | 525.000                   | 2,65        |
| Calimantã                  |                     | Indonésia | 548.005  | 72,9   | 13.772.543                | 69,5        |
| Bornéu                     | –                   | 3 países  | 751.936  | 100,0  | 19.804.064                | 100,0       |

## Meio-Ambiente

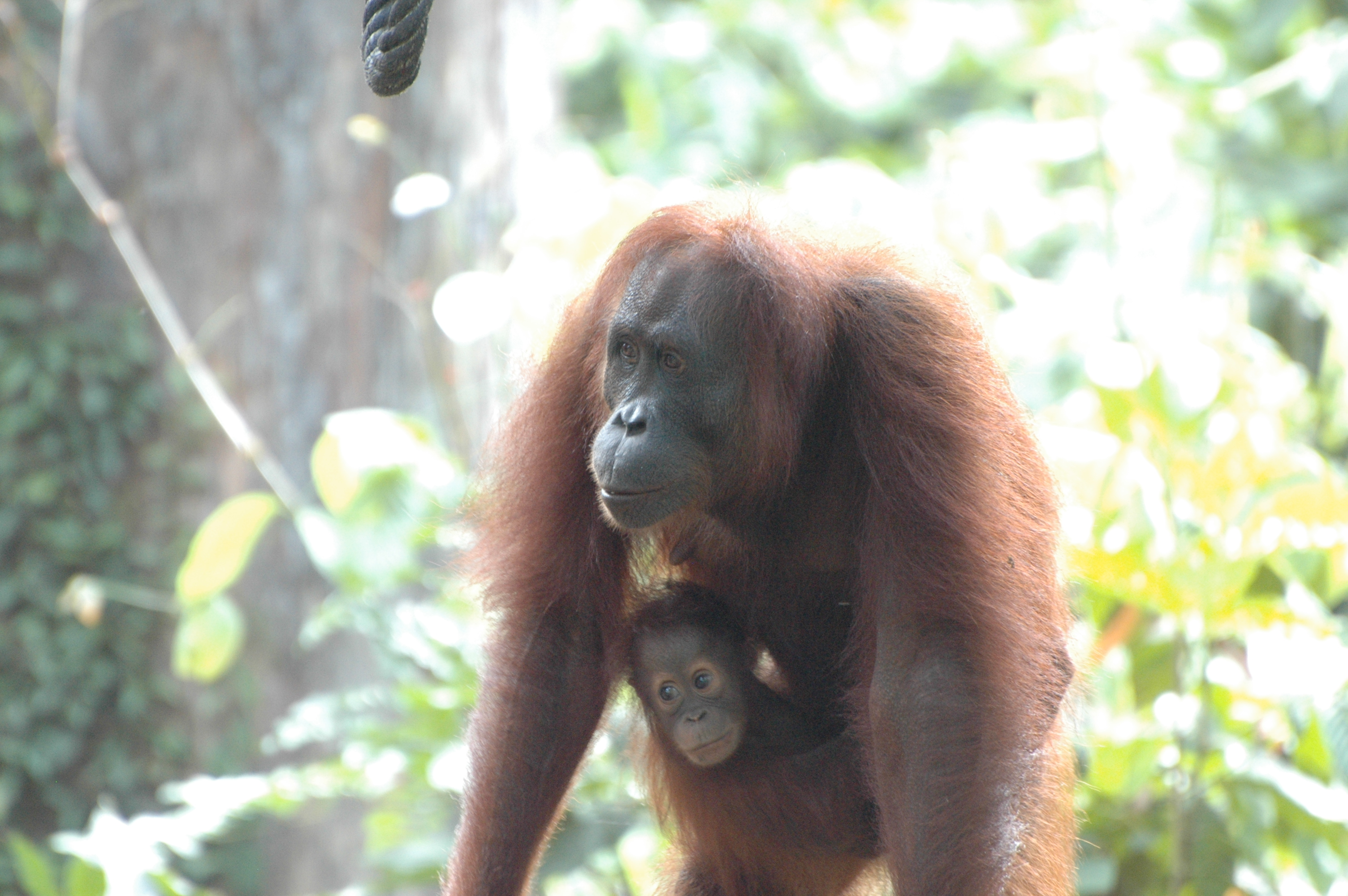
O criticamente ameaçado Orangotango é um hominídio endêmico a Bornéu.

A selva de Bornéu possui uma idade estimada de 140 milhões de anos, fazendo dela uma das mais antigas do mundo. É o centro de evolução e distribuição de muitas espécies endêmicas de plantas e animais e a selva bornéu é um dos poucos habitats remanescentes para a espécie ameaçada do macaco Orangotango. É um importante refúgio também para muitas espécies silvestres, como o Elefante-Pigmeu-de-Bornéu, o Rinoceronte de Bornéu, o Leopardo-Esfumaçado-de-Bornéu, a Civeta-das-Palmeiras-de-Hose e do Morcego-Frugívoro-de-Dayak.
Florestas pantanosas de turfa ocupam inteiramente a costa de Bornéu. O solo destas florestas é comparativamente infértil, porém é habitat de diversas espécies de pássaros como o Calau-de-Capacete e o Calau-Rinoceronte. Há cerca de 15.000 espécies de flores com 3.000 espécies de árvores (267 são espécies de Dipterocarpaceae), 221 espécies de mamíferos terrestres e 420 espécies de pássaros sedentários à ilha em Bornéu. Encontram-se também cerca de 440 peixes de água doce (por volta do mesmo que a soma de Java e Sumatra). O tubarão-de-rio de Bornéu é visto apenas no rio Kinabatangan. Em 2010, o Fundo Mundial pela Natureza (WWF) constatou que 123 novas espécies haveriam sido descobertas em Bornéu desde que o programa "Coração de Bornéu" iniciou-se em 2007.
A WWF classificou a ilha em 7 ecorregiões distintas. A maioria são de terras baixas:
- Selvas das Terras-Baixas de Bornéu cobre maior parte da ilha, com uma área de 427.500 quilômetros quadrados;
- Florestas Pantanosas de Turfa de Bornéu;
- Kerangas ou Urzais de Sondalândia;
- Pântanos de Água-doce do Sudeste de Bornéu;
- Mangues de Sonda;
- Selvas de Montanha de Bornéu (nas serras centrais da ilha, acima dos 1.000 m de altitude);
- Campos, Savanas e Matagais Tropicais e Subtropicais no Calimantã Meridional.

A altitudes mais elevadas, como no Monte Kinabalu, são localização de uma vegetação de Pradaria Alpina, com matas de clima alpino notáveis por suas espécies endêmicas, com diversos tipos de orquídeas.

### Flora
A flora de Bornéu inclui 15 espécies de dicotiledôneas, 37 espécies de não-dicotiledôneas e 49 espécies de monocotiledôneas endêmicas das selvas e muito encontradas em Brunei. Bornéu é também residência da maior for do mundo, a Rafflesia Arnoldii, que pode pesar até 11 kg.

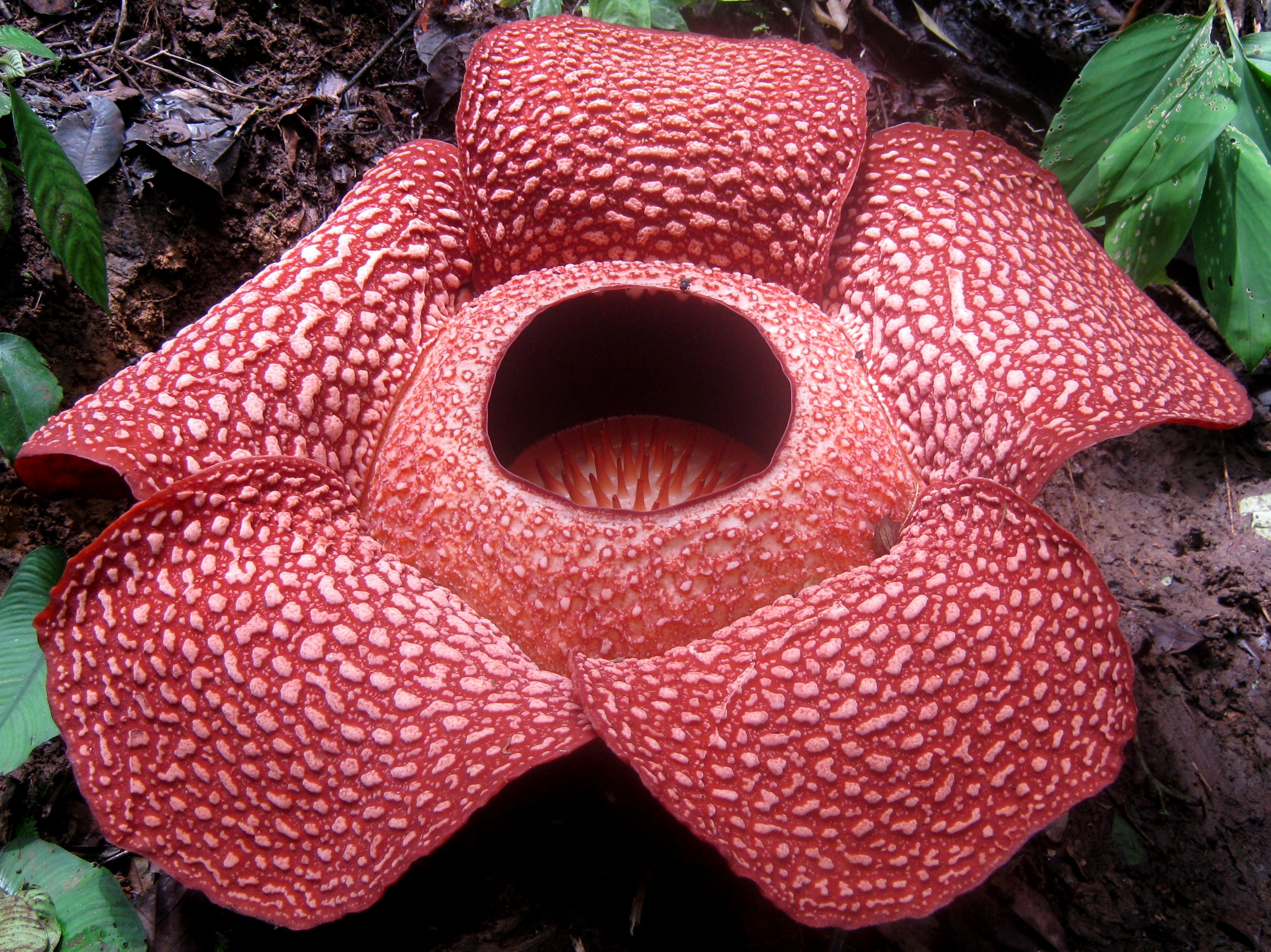
Rafflesia Arnoldi, ou Raflésia-Comum, é a maior flor encontrada no mundo. Podendo pesar até 11 kg, ela possui um odor distinto e desagradável que visa atrair insetos para sua polinização.

### Mamíferos
Os registros históricos de Bornéu foram compilados por Lord Medway e foram publicados em 1977 pela setor malaio da Sociedade Real Asiática. Há cerca de 288 espécies de mamíferos terrestres em Bornéu, partes sendo do gênero chiroptera (como os Aethalops aequalis, Eonycteris spelaea, Eonycteris major, Macroglossus minimus, Emballonura alecto, Emballonura monticola, Saccolaimus saccolaimus, Taphozous melanopogon, Taphozous longimanus ou o Megaderma spasma), do gênero rodentia, de roedores, como os Sundasciurus hippurus, Sundasciurus lowii, Sundasciurus tenuis, Sundasciurus jentinki, Sundasciurus brookei e o Glyphotes simus e até espécies endêmicas de felinos, como o Catopuma badia, Neofelis diardi, Pardofelis marmorata, Prionailurus planiceps e o Prionailurus javanensis.

### Aves
Há cerca de 600 espécies de pássaros em Bornéu, das quais 37 são endêmicas. A ilha possui uma família inteira endêmica a ela, a Pityriaseidae, que contém apenas uma espécie, o Pityriasis gymnocephala. Além desse, encontram-se 4 gêneros endêmicos em Bornéu (todos também são monotípicos): Haematortyx (Haematortyx sanguiniceps), Chlamydochaera (Chlamydochaera jefferyi), Oculocincta (Oculocincta squamifrons) e o Chlorocharis (Zosterops emiliae).

### Conservação

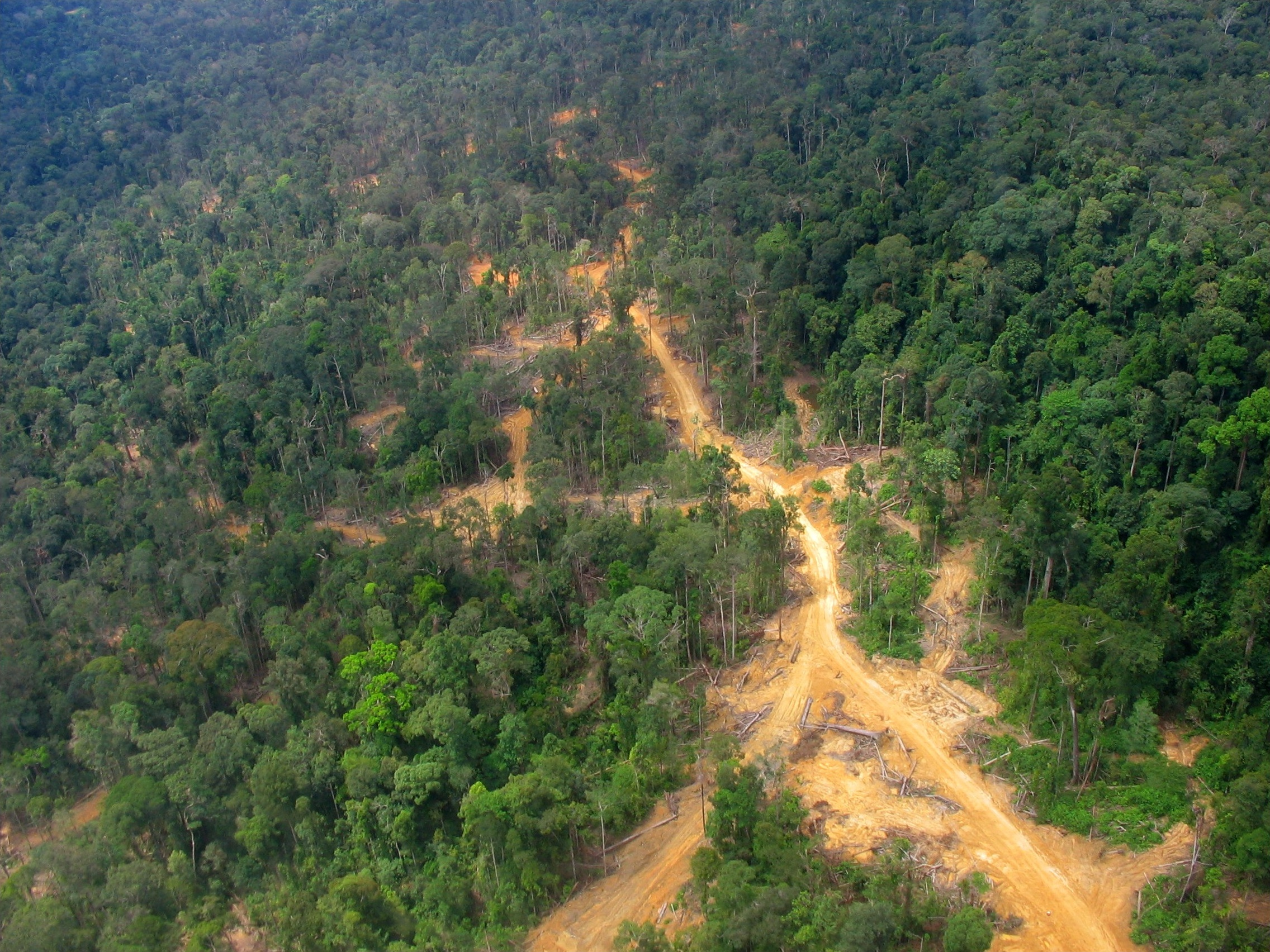
Trilha de desmatamento no Calimantã Oriental, em 2005.

A ilha sempre teve uma extensiva cobertura vegetal, mas esta área vem sido reduzida por conta do grande crescimento da indústria madeireira na Indonésia e na Malásia, especialmente com as crescentes demandas por matérias-primas para os países industrializados e em processo de industrialização, além da conversão de florestas em campos de agricultura em larga escala. Metade da aquisição global de madeira tropical vem de Bornéu. Plantações de Palma para a extração de seu óleo desenvolveram-se rapidamente e cada vez mais tomam o espaço restante das florestas nativas. Incêndios florestais atingem a ilha desde 2007, por conta de locais buscando clarear campos para o uso agrícola e se exacerbaram com temporadas do El Niño cada vez mais excepcionais, piorando o problema da diminuição da cobertura vegetal. Durante estes incêndios, focos podiam ser percebidos por imagens de satélite e a névoa resultante frequentemente afeta Brunei, Malásia e a Indonésia. A névoa por vezes atinge o sul da Tailândia, Camboja, Vietnã e as Filipinas, como evidenciado na Névoa do Sudeste Asiático de 2015.

## Economia
A economia bornéu depende majoritariamente de agricultura, indústria madeireira e mineira, extração de petróleo e gás e do ecoturismo. A economia de Brunei é altamente dependente no setor de produção de petróleo e gás e o país se tornou um dos maiores produtores da matéria-prima no Sudeste Asiático. Os estados malaios de Sabá e Sarawak são ambos grandes exportadores de madeira. Sabá também é conhecido por ser grande produtor de borracha vegetal, cacau, vegetais e pesca, enquanto ambos os estados malaios exportam Gás Liquefeito de Petróleo (GLP) e petróleo. As províncias indonésias de Calimantã são bastante dependentes na mineração, apesar de também estarem envolvidas em extração madeireira e exploração de gás e petróleo.
Foram reportados alguns estudos na implementação de irrigação alagada de arrozal.